# Elecciones al Congreso de los Diputados de abril de 2019 (Málaga)
Las elecciones al Congreso de los Diputados de 2019 se celebraron en la provincia de Málaga el domingo 28 de abril, como parte de las elecciones generales convocadas por Real Decreto dispuesto el 4 de marzo de 2019 y publicado en el Boletín Oficial del Estado el día siguiente. Se eligieron los 11 diputados del Congreso correspondientes a la circunscripción electoral de Málaga, mediante un sistema proporcional (método d'Hondt) con listas cerradas y un umbral electoral del 3%.

## Resultados
Los comicios depararon 4 escaños al Partido Socialista Obrero Español, 2 a Ciudadanos, Podemos-IU-Equo y al Partido Popular y 1 escaño a Vox.
| Candidatura                                            | Candidatura                                            | Votos     | %                                       | Escaños                                 |
| ------------------------------------------------------ | ------------------------------------------------------ | --------- | --------------------------------------- | --------------------------------------- |
|                                                        | Partido Socialista Obrero Español (PSOE)               | 250 965   | 30,84                                   | 4                                       |
|                                                        | Ciudadanos-Partido de la Ciudadanía (Cs)               | 158 756   | 19,51                                   | 2                                       |
|                                                        | Partido Popular (PP)                                   | 144 121   | 17,71                                   | 2                                       |
|                                                        | Unidas Podemos (Podemos-IU-Equo)                       | 117 827   | 14,48                                   | 2                                       |
|                                                        | Vox (Vox)                                              | 113 842   | 13,99                                   | 1                                       |
|                                                        |                                                        |           |                                         |                                         |
| Partido Animalista Contra el Maltrato Animal (PACMA)   | Partido Animalista Contra el Maltrato Animal (PACMA)   | 15 052    | 1,55                                    | 0                                       |
| Recortes Cero-Grupo Verde (R0-GV)                      | Recortes Cero-Grupo Verde (R0-GV)                      | 1738      | 0,21                                    | 0                                       |
| Andalucía por Sí (AxSi)                                | Andalucía por Sí (AxSi)                                | 1681      | 0,21                                    | 0                                       |
| Por un Mundo más Justo (PUM+J)                         | Por un Mundo más Justo (PUM+J)                         | 1027      | 0,13                                    | 0                                       |
| Partido Comunista del Pueblo Andaluz (PCPA)            | Partido Comunista del Pueblo Andaluz (PCPA)            | 815       | 0,01                                    | 0                                       |
| Partido Comunista de los Trabajadores de España (PCTE) | Partido Comunista de los Trabajadores de España (PCTE) | 624       | 0,08                                    | 0                                       |
| Votos válidos                                          | Votos válidos                                          | 806 463   | 100,00                                  | 11                                      |
| Votos nulos                                            | Votos nulos                                            | 9520      | Participación: · \| \| 72,32 % \| 5,21% | Participación: · \| \| 72,32 % \| 5,21% |
| Votantes                                               | Votantes                                               | 823 252   | Participación: · \| \| 72,32 % \| 5,21% | Participación: · \| \| 72,32 % \| 5,21% |
| Electores                                              | Electores                                              | 1 138 407 | Participación: · \| \| 72,32 % \| 5,21% | Participación: · \| \| 72,32 % \| 5,21% |
|                                                        | 72,32 %                                                |           |                                         |                                         |

## Diputados electos
Relación de diputados electos:
| N.º | Nombre                        | Lista | Lista          |
| --- | ----------------------------- | ----- | -------------- |
| 1   | Ignacio López Cano            |       | PSOE           |
| 2   | Guillermo Díaz Gómez          |       | Cs             |
| 3   | Pablo Montesinos Aguayo       |       | PP             |
| 4   | Fuensanta Lima Cid            |       | PSOE           |
| 5   | Alberto Garzón Espinosa       |       | Unidas Podemos |
| 6   | Patricia Rueda Perello        |       | Vox            |
| 7   | José Carlos Durán Peralta     |       | PSOE           |
| 8   | Irene Rivera Andrés           |       | Cs             |
| 9   | Carolina España Reina         |       | PP             |
| 10  | María Dolores Narváez Bandera |       | PSOE           |
| 11  | Eva García Sempere            |       | Unidas Podemos |